# (6896) 1987 RE1
(6896) 1987 RE1 (1987 RE1, 1992 AW) — астероїд головного поясу, відкритий 13 вересня 1987 року.
Тіссеранів параметр щодо Юпітера — 3,560.